# Giorgio Cencetti
Giorgio Cencetti (Roma, 30 gennaio 1908 – Roma, 13 giugno 1970) è stato un paleografo e archivista italiano.

## Biografia
Figlio di Edoardo Cencetti e di Francesca Monti, si laureò in giurisprudenza nel 1929 e in seguito in lettere. Per la paleografia e diplomatica fu allievo di Vincenzo Federici e di Pietro Torelli, professore ordinario di storia del diritto a Firenze.

### Archivista
Nel 1933 entrò come archivista all'Archivio di Stato di Bologna, struttura della quale fu direttore negli anni 1935-1936 e 1949-1951.
Nel 1942, durante l'occupazione da parte dell'Asse, fu inviato a Zara  per il riordinamento degli archivi dalmati. Nel 1943-1944 curò il trasferimento a Venezia di fondi documentali rilevanti conservati negli archivi di tali province. Nel 1948 fu incaricato dal Governo italiano per l'esecuzione del trattato di pace con la Iugoslavia in materia di archivistica.

### Docente
Nel 1940 ebbe la libera docenza in paleografia e diplomatica all'Università di Bologna, nel 1944 ebbe l'incarico e il 1º febbraio 1951 entrò in ruolo per queste stesse materie.
Nel 1959 venne chiamato per la stessa cattedra presso l'Università degli studi di Roma, dove a partire dal 1966 fu inoltre preside della Scuola speciale per archivisti e bibliotecari.
Dal 1966 al 1970, su nomina ministeriale, fece parte del Consiglio superiore delle accademie e biblioteche.

## Studi
Condusse significativi studi sul contratto di enfiteusi nel territorio bolognese.
Si occupò di paleografia latina, in particolare con le opere Lineamenti di storia della scrittura latina e Vecchi e nuovi orientamenti nello studio di paleografia, nelle quali propose il concetto di "canonizzazione",  precursore del concetto di "addensamento calligrafico" di Bernhard Bischoff, che cambiò la comprensione dello sviluppo della scrittura latina tardo antica e altomedievale.

## Opere principali
- Lineamenti di storia della scrittura latina. Dalle lezioni di Paleografia (Bologna, a. a. 1953-1954), ristampa a cura di Gemma Guerrini Ferri, con indici e aggiornamento bibliografico, Bologna, Pàtron 1997.
- Notariato medievale Bolognese. Tomo I: Scritti di Giorgio Cencetti [Studi storici sul notariato italiano, III], Roma 1977.